# Enkesen (Soest)
Enkesen ist ein Ortsteil der Stadt Soest im Kreis Soest in Nordrhein-Westfalen. Bis 1969 bildete Enkesen unter dem Namen Enkesen bei Paradiese eine eigenständige Gemeinde.

## Geographie
Das landwirtschaftlich geprägte Dorf Enkesen liegt ca. vier Kilometer westlich der Soester Kernstadt.

## Geschichte
Die erste urkundliche Erwähnung von Enkesen stammt aus dem 13. Jahrhundert. Seit dem 19. Jahrhundert bildete Enkesen bei Paradiese eine Landgemeinde im Amt Schwefe des Kreises Soest. Am 1. Juli 1969 wurde die Gemeinde Enkesen bei Paradiese durch das Soest/Beckum-Gesetz Teil der Stadt Soest. Heute bildet Enkesen zusammen mit dem Nachbardorf Paradiese eine Ortschaft der Stadt Soest mit einem gemeinsamen Ortsvorsteher.

## Einwohnerentwicklung
| Jahr | Einwohner | Quelle |
| ---- | --------- | ------ |
| 1871 | 177       | [ 4 ]  |
| 1885 | 184       | [ 5 ]  |
| 1910 | 193       | [ 6 ]  |
| 1939 | 164       | [ 7 ]  |
| 2017 | 238       | [ 1 ]  |

## Baudenkmäler
Die Hofanlage Bruchstraße 13, das Bauernhaus Bruchstraße 17, das Kleinwohnhaus Feidweg 7 und der ehemalige Bauernhof Heuerweg 7 stehen unter Denkmalschutz.

## Kultur
Ein Träger des lokalen Brauchtums ist der Schützenverein Enkesen–Paradiese.

## Sport
Der Turnverein Enkesen-Paradiese 76 ist der lokale Sportverein.